# 사이아노하이드린

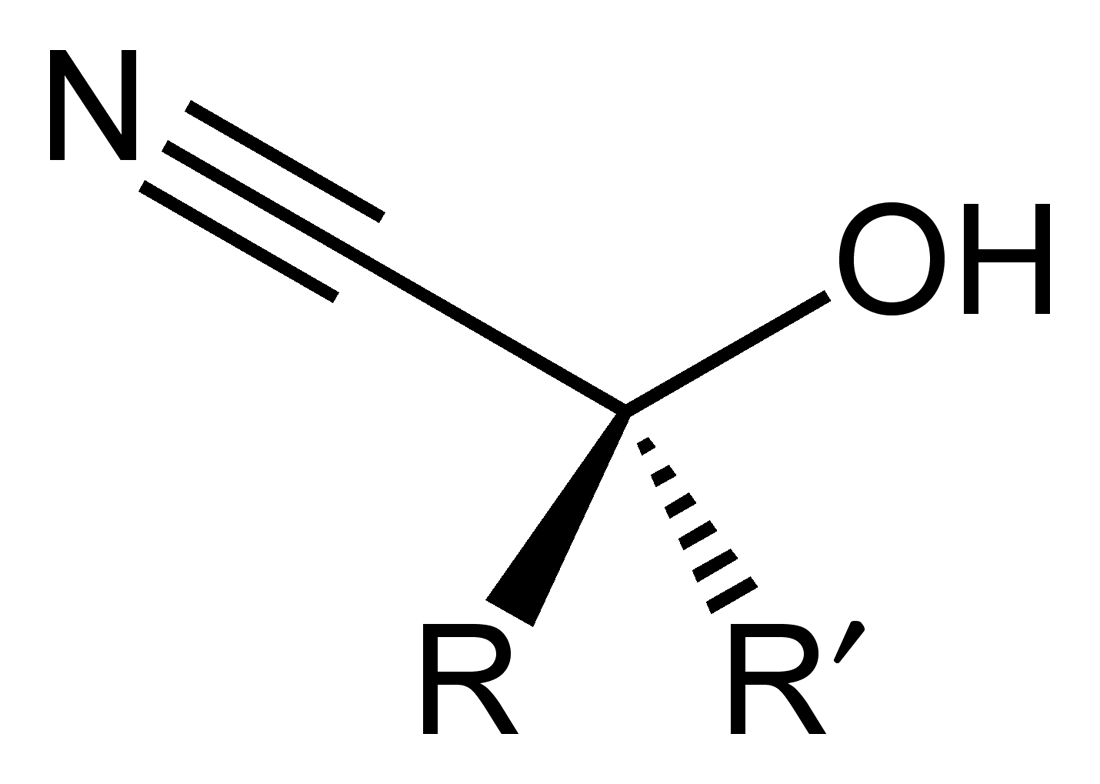
일반적인 사이아노하이드린의 구조

사이아노하이드린(영어: cyanohydrin) 또는 하이드록시나이트릴(영어: hydroxynitrile)은 유기화학에서 사이아노기와 하이드록실기가 동일한 탄소 원자에 부착되어 있는 유기 화합물에서 발견되는 작용기이다. 일반식은 R
2C(OH)CN이며, 여기서 R은 H 또는 알킬 또는 아릴이다. 사이아노하이드린은 카복실산과 일부 아미노산의 산업적으로 중요한 전구체이다.

## 같이 보기
- 할로하이드린